# Саакадзе, Георгий
Георгий Саакадзе (груз. გიორგი სააკაძე; рожд. в с. Фели 1570 — 3 октября 1629, Османская империя) — полководец, военный и политический деятель грузинского царства Картли. Активный борец за объединение Грузии, ещё при жизни удостоенный народом эпитета «Великий» и поэтому более известный в истории как Великий Моурави (груз. დიდი მოურავი).

## О происхождении Георгия Саакадзе
В XV—XVI вв. часть грузинской знати, занимающая ключевые, правящие должности, постепенно образовывает княжеское сословие. В числе князей был и моурави (управляющий) Тбилиси — Иванэ Саакадзе, и через него род Саакадзе разделился на две ветви — дворянскую и княжескую: «…с года 1503 после Христа зовутся моуравами и князьями третьей степени…» пишет Иоанн Багратиони в «Описании княжеских и дворянских фамилий Грузии». Однако, Иванэ был назван князем ещё ранее — в грамоте от 1462 года. Потомки Иванэ были прозваны моуравами и иногда упоминались как князья Саакадзе-Моурави, а его правнуку Великому Моурави Георгию Саакадзе, Моурави было пожаловано в качестве фамилии, ибо как отмечает царь Ростом (1632—1658) «род Саакадзе и при ранних царях был заслужен и почитаем, а Великий Моурави был особенно заслужен перед Грузией».
Род Саакадзе имел поместья в Тедзамском и Танском ущельях и в окрестностях горы Размити, при этом резиденция князей Саакадзе находилась в селе Пели, где стоял «…величественный замок-крепость, раскинувшийся по обеим берегам реки Тани, связанный поверху парапетами и переходами, который и сегодня живущие в окрестностях называют замком Саакадзе». В качестве резиденции князьями Саакадзе использовалась также крепость Кикнатбери, а резиденция дворян Саакадзе находилась в селе Бобневи.
В XVI веке князья Саакадзе начинают объединять земли вокруг села Носте с целью создания собственного удельного княжества, а моурави Тбилиси князь Сиауш Саакадзе переносит туда резиденцию. Этот процесс завершил его сын Георгий, более известный как Великий Моурави. Саакадзе построили в Носте родовую крепость, а в их феодальных владениях насчитывалось около 40 деревень. Всё вышесказанное свидетельствует, что широко распространённое мнение, будто бы Георгий Саакадзе был из простых дворян, не является верным.

## Личность Георгия Саакадзе
С молодости Георгий Саакадзе — сподвижник царей Симона I (1556—1600), а затем Георгия X (1601—1606): начальник царской охраны; участник всех сражений названных царей; сопровождал царя Симона I в турецком плену. За это время хорошо зарекомендовал себя как полководец и организатор: «…И был Моурави Гиорги мужественным доблестным, сильным, отважным, бесстрашным…», «…велеречив и проницателен, сведущ в своём деле, а также исполин по росту и весьма храбрый. Был он воистину непобедимый ратник: к какой бы стороне ни присоединился — побеждал другую, противную сторону. И, скосив полчища противников, подобно траве, покрывал ими поле брани…», «Моурави воистину отважный, доблестный, телом слону подобный, редкий молодец и силой дэва обладающий…»
В 1604 году Георгия X вызвал шах Аббас I (тогдашний сюзерен Грузии) под Ереван, для взятия Ереванской крепости. Осада длилась девять месяцев, крепость была взята 9 июня 1604 года. В сражениях вновь отличился Георгий Саакадзе, и после возвращения Георгий X возводит его в дидебулы «…под фамилией Моурави…». По утверждению Платона Иоселиани, Георгий X дарует ему Тарханство, но Иоанн Багратиони указывает другую дату дарования Тарханства, а именно 1622 год. В 1605 году Георгий сменил своего отца Сиауша на посту моурави (наместник, губернатор) Тбилиси. Позже после усмирения двалов, он одновременно назначается моуравом Цхинвали и Двалети, а затем и всей Картли. Георгий Саакадзе становится самым могущественным феодалом Картли: «В ту пору усилились мтавары … и более всех Саакадзе Георгий, моурави Тбилиси, Цхинвали и Двалети», «и во времена эти … был могущественен моурави Картли Саакадзе Георгий, и настолько усилился, что после царя был он…»
О могуществе Великого Моурави свидетельствуют и родственные связи с самыми влиятельными феодалами того времени: сам он около 1590 года женился на Марех Арагвской — дочери Нугзара — Арагвского Эристава. Его старшая дочь замужем за Теймуразом Багратион-Мухранским (их сын, то есть внук Великого Моурави в последующем царь Картли — Вахтанг V Шахнаваз), другая дочь замужем за Ксанским Эриставом — Иесе, а младшая дочь — Анна-Хатун, была выдана около 1620 года за сына господаря Самцхе (Самцхе — грузинское княжество по размерам большее, чем Картлийское царство), казначея турецкого султана Парад—пашу Джакели. Его сын Автандил женат на царевне Хварамзе — дочери Георгия III Имеретинского. С воцарением Луарсаба II (1607—1614) позиции Георгия ещё более укрепляются — его сестра становится царицей Картли — на ней женится царь Луарсаб II: «и до этого Саакадзе был первым человеком в царстве. Теперь же, после породнения с Багратионами, его первенство было официально подтверждено».
Луарсаб II получил трон в весьма тяжёлые для царства времена, ибо «… была Картли… весьма бедственна и обессилена …», и перед царём стояли задачи преодоления феодальной анархии и экономической разрухи. Великий Моурави энергично принялся за укрепление Картли опираясь не только на родственников, но и князей Беруку Джавахишвили, Зазу Цицишвили, Тамаза Мачабели, представителей княжеских фамилий Кавтарашвили, Германозашвили, Авалишвили, а также на дворянство Картли. Образовалась «партия приверженцев Саакадзе». Великий Моурави восстановил крепости, построил мосты и дороги, вернул на родные места беглых крестьян, усилил и обогатил царство. Одновременно с гражданским строительством, Великий Моурави создал войско по типу очередников. Молодёжь, достигая определённого возраста, проходила обучение в специально устроенных лагерях. Обученных отпускали, а их место занимал новый призыв. За очень короткий срок царство поднялось из руин, окрепло и вооружилось, что наглядно проявилось в 1609 году во время Ташискарской битвы. Армия турок, насчитывающая около 60 000 воинов, вторглась в Картли, но была разгромлена гораздо более меньшими силами грузин под командованием Великого Моурави: «… И началась сеча великая и там и сям, и с великой отвагой и доблестью схватились с врагом, даже среди древних героев трудно найти таких, которые бы сражались подобно царю, Моурави и всем грузинам …», «в этой битве весьма доблестно проявил себя царь Луарсаб и, особенно, Моурави. Дал Бог победу и побили многих…» Победой в этой войне Великий Моурави избавил Картли от опустошения и спас жизнь Луарсабу II, и когда спустя три года противники Моурави требовали от царя погубить его, Луарсаб ответил: «Не просите меня больше погубить его… В большом бою и в беде, кто ему подобен? Не в угоду ему будет сказано, но в большой войне спас он меня от смерти».

## Заговор против Георгия Саакадзе, эмиграция в Персию
Подобным положением дел был недоволен воспитатель царя Луарсаба II, — Шадиман Бараташвили, — ибо он стал терять своё влияние на решение государственных дел. Недовольны были также многие князья, оппозиционные Моурави, ибо его деятельность хотя и усилила Картли, но зато ограничила их права и возможности. И вот Шадиман Бараташвили, Парсадан Цицишвили и Каихосро Джавахишвили, объединившись с оппозицией Моурави, вступают в тайный сговор (здесь видны и козни Иранского двора заинтересованного в ослаблении Картли) и начинают разные интриги, чтобы погубить Моурави: убеждают Луарсаба будто бы Моурави хочет захватить власть полностью в свой руки. В итоге Шадиман Бараташвили склонил Луарсаба II к решению избавиться от могущественного Моурави. Однако, не имея сил для открытого нападения, они решили убить Моурави тайно — пригласив на охоту: «И порешили дело это (смерть моурави), но не укрылось оно от Господа и спас Господь царя Луарсаба от смерти и крови невинного человека. Пришёл к моурави парештухуцеси Херхеулидзе Баака и выдал царя». Узнав о таком решении, Моурави решил покинуть Грузию и переехать в Иран, хотя его тесть Нугзар Эристави был против и предлагал начать войну против Луарсаба II, Шадимана Бараташвили и их сторонников, ибо партия Моурави была сильнее и могла рассчитывать на победу. Однако Моурави отказался, будучи противником братоубийственной войны против помазанника Божия и в 1612 году эмигрировал в Иран. Под знамёнами Ирана Моурави покоряет часть Ближнего Востока и Северную Индию, становится всемирно известным полководцем и политическим деятелем. Благодаря ему Иран одержал несколько судьбоносных побед над Турцией и тем самым задержал экспансию Турции в Европу. И в Иране Моурави укрепил свои позиции — его воспитанник Хосро-Мирза (в дальнейшем царь Картли Ростом-хан) становится градоначальником столицы Ирана — Исфахана. Находясь в Иране, Моурави практически не вмешивается в политическую жизнь Грузии, хотя и не остается равнодушным: после смерти своего тестя — Нугзара Эристави Арагвского, именно благодаря и через вмешательство Моурави эриставом стал его воспитанник, младший сын Нугзара — Зураб (впоследствии, в Базалетской битве, Зураб предал Моурава и этим решил исход битвы в пользу Теймураза I).

## Борьба Ирана за захват грузинских земель
Заключённый в 1590 году мир с Турцией сильно ущемлял интересы кызылбашского Ирана. Шах Аббас I, сидевший на иранском престоле, деятельно готовился к войне за восстановление иранского влияния в Закавказье. Появление русских войск на побережье Каспийского моря, а также союз Московского и Кахетинского царей заставили иранское правительство поторопиться с осуществлением своих захватнических планов. Аббас ставил перед собой задачу — полное уничтожение Грузии. Для претворения в жизнь этих замыслов он с 1602 года, после возобновления войны с Турцией, создал в Картли (в Лори и Дебеда) кызылбашские ханства, а в Кахети — Енисельский султанат.
В 1605 году по приказанию шаха были убиты сторонники союза с Россией — кахетинский царь Александр II и его наследник. Их убийцу — Константина, сына Александра, воспитанного на юге Персии и принявшего магометанство, шах возвел на кахетинский престол. Но кахетинцы отказались признать изменника и отцеубийцу Константина своим царём и восстали против него. Одновременно тавады, боровшиеся за установление тесных связей с Россией, тайно послали в Москву племянника царя Александра, царевича Баграта.
Восставшие убили узурпатора Константина. Это обстоятельство, как и отправка царевича Баграта в Россию, вынудили шаха временно пойти на уступки и утвердить в Восточной Грузии христианских царей (1606): Теймураза I — в Кахетии, Луарсаба II — в Картли.
Шаху нельзя было медлить. К этому времени Россия сумела укрепить своё внутриполитическое положение и снова готова была вмешаться в ход событий на Кавказе (Вообще-то в России тогда было Смутное время - Голод, разбои, самозванцы, иностранная интервенция со стороны сразу нескольких государств). Аббас I стремился опередить русского царя и в кратчайший срок окончательно решить судьбу Грузии. Поэтому он в 1614 году, уже на следующий год после заключения мира с Турцией, начал борьбу за окончательное присоединение Грузинских земель к Ирану. Длительная подготовка к войне казалась шаху Аббасу надежной гарантией того, что он легко уничтожит Картлийское и Кахетинское царства и создаст на их развалинах кызылбашские ханства. С этой целью шах Аббас предпринял два больших похода в Восточную Грузию.
В 1614 году шах разорил Кахети, угнал в плен тысячи кахетинцев и назначил правителем страны двоюродного брата Теймураза — мусульманина Ису-хана. В то же время шаху с помощью все того же Шадимана Бараташвили удалось захватить пытавшегося укрыться у имеретинского царя Георгия — Луарсаба II и увезти его в Иран.
Хищническая политика шаха Аббаса I в Кахети сделала ясными его агрессивные намерения. Народ поднялся на борьбу. В сентябре 1615 года Кахети была охвачена восстанием, которым руководили Нодар Джорджадзе и Давид Джандиери. Вскоре огонь восстания перекинулся и в Картли. Восставшие обратились к Теймуразу с предложением — объединить под своей царской властью Кахети и Картли. Согласившись, Теймураз вторгся в граничившую с Кахети Шаки, после чего Шаки-Ширван присоединился к восставшим. Аббас I выслал против Теймураза 15-тысячное войско под начальством Али Кули-хана, но кахетинский царь, в распоряжении которого было всего 6 000 человек, нанёс ему жестокое поражение.
Восстание ширилось, принимая опасный для Ирана характер. Поэтому шах Аббас I, собрав большое войско, весной 1616 года двинулся в поход, чтобы уничтожить Картлийско-Кахетинское царство. Целый год продолжалась кровопролитная война. Полчища кызылбашей и иранцев топтали Грузинскую землю. Восстание было подавлено, но шаху Аббасу все же не удалось физически уничтожить грузинский народ.
В результате персидского нашествия население Кахетинского царства сократилось на ⅔. Около 200 000 пленных кахетинцев Аббас I переселил в различные области Ирана. Кахети была разделена на две части: области, расположенные к востоку от реки Иори, передавались правителю Ганджи, кызылбашу Пейкар-хану; земли же, лежавшие к западу — хану, сидевшему в Картли, Баграту. Опустошённую страну он решил заселить туркменами.
Разорение Кахети, истребление, и угон в рабство значительной части её населения позволило дагестанским племенам спуститься с гор и захватить часть кахетинских земель. Так образовались общины Джари и Белакан (Белоканы).
После разорения Кахети Аббас I вторгся в Картли. На картлийском престоле в то время сидел сын Давида, магометанин Баграт. Шах разорил поместья тавадов — сторонников Теймураза, призвал в своё войско детей картлийских азнауров, а затем с богатой добычей и пленными вернулся в Иран. Эти походы иранского шаха имели для Грузии тяжёлые последствия. Вероятно именно в это время у шаха возник и сложился план об упразднении Кахетинского и Карталинского царств и переселении всего грузинского населения в Персию, а грузинские земли он решил заселить иранскими племенами.
Ряд источников более поздней эпохи приписывают Великому Моурави пособничество шаху в этих нашествиях, однако позднее грузинская историография пришла к заключению, что это не соответствует истине, поскольку во-первых, в этих источниках допущены грубые несоответствия; во-вторых, ни один источник времен Великого Моурави, ни шахские историки — Искандер Мунши и Малик-шах Хусейн Систани, ни другие источники не упоминают Моурави в этих событиях; в-третьих, сам царь Теймураз, в письме к Михаилу Романову, описывая вторжение шаха в Кахети, ни разу не упоминает Моурави: «…пришёл вскоре со всеми людьми на нашу землю. И яз против него постоял немного и, увидя своё изнеможенье, пошёл из своей земли прочь в Башачицкую землю». Кроме того, когда враги Великого Моурави пытались преследовать его мать, то заступились именно кахетинцы: Алавердский митрополит, Шермазан Чолокашвили и Нодар Джорджадзе — ближайшее окружение царя Теймураза: «Да будет Господь милостлив к батони митрополиту, Шермазану и Нодару, они не позволили, как это, мол, допустимо, чтобы столь почтенную и уважаемую госпожу схватить и пленницей отдать в руки. На этом настояли и не позволили». Если бы Великий Моурави был виновником разорения Кахети, разве кахетинцы, полные горечи и ненависти к разорителям их Родины, стали бы защищать (да ещё и называть её почётной госпожой!) мать виновника их разорения, когда семьи многих из них погибли или были угнаны в Иран? Следовательно, они знали, что в происшедшем нет вины Великого Моурави. Лучше других знал об этом Нодар Джорджадзе, находившийся в лагере шаха по воле Теймураза. Обратим внимание на заявление Кайхосро Джавахишвили, одного из наиболее ярых врагов Моурави, который громогласно отмечает заслуги Великого Моурави перед Грузией: «Упаси Господи,… чтобы я напал на батони Моурави и желал бы его смерти, или шёл бы, чтобы убить его. Этим погрешил бы я сперва перед Богом, а затем и перед всей Грузией…» В поэме Иосифа Тбилели «Дидмоуравиани» Великий Моурави обращается к царю Теймуразу:

«Шах пожаловал в Кахети, Вам дела его известны!

Перешёл затем он в Картли, но не стал громить и рушить.

Два царя ушли, оставив свой наследственный удел,

Оба отбыли к имерам; как же в том меня винить?»
Более того, по-видимому именно в это время Саакадзе начал тайные переговоры с кахетинскими, а затем и с карталинскими князьями о заговоре против Персии, что вылилось в Марткопское восстание 1625 года.
Из Картли шах Аббас I посылает Шадимана Бараташвили в Имеретию за Луарсабом II, которого Шадиман уговаривает и привозит к шаху. Шах ласково встречает Луарсаба, но забирает в Исфаган в качестве «почётного и дорогого гостя», где предлагает ему принять ислам, а после отказа последнего заключает его сперва в Астарабадскую, а затем в Гулабскую крепость. В 1622 году Луарсаб II принял мученическую смерть: за отказ принять ислам его, по приказу Аббаса I, удавили тетивой лука. Грузинская церковь причислила царя-мученика к лику святых (день празднования 21 июня). Те же источники, которые приписывают Великому Моурави пособничество шаху в нашествиях на Кахети, обвиняют его в смерти Луарсаба II, однако современные исследователи полностью отвергли эти обвинения. Более того, факт невиновности Великого Моурави в смерти царя столь бесспорно доказан, что Православная церковь внесла изменения в книгу «Житие грузинских Святых» и, если ранее там виновником смерти Луарсаба II был назван Моурави, то теперь эта ошибка исправлена.

## Борьба грузин за самосохранение, провал плана Аббаса I о переселении грузин в Персию
В 1619 году шах Аббас I благословил на царствование в Картли Симона II, и в сопровождении Великого Моурави отправил в Картли. Симон II не мешал Моурави наводить порядок в царстве, он попросту отстранился от дел и на все отвечал: спросите Моурави, пусть Моурави решит. Великий Моурави стал полновластным правителем Картли. На одном документе, связанным с тяжбой Андукапара Амилахвари по поводу владений, Симон II написал своё решение: «До прихода Моурави всё оставьте, а когда Моурави пожалует, сделаем, как будет лучше; и то, что спорно в городе или в Дигали, или в Али тоже должен решить Моурави».
В конце 1623 года шах отозвал в Иран Великого Моурави и Зураба Эристави Арагвского. Иранские армии отправлялась на покорение месопотамского Багдада и афганского Кандагара. По утверждению Иоанна Багратиони, именно в это время, шах Аббас I пожаловал Тарханство Великому Моурави. В Картли Моурави и Зураб вернулись в начале 1624 года, но в конце 1624 года вновь были отозваны в Иран в связи с «Гюрджистанским» вопросом, поскольку шах получил тревожные послания от Пейкар-хана о возможности бунта в Кахети и решил раз и навсегда решить вопрос. В 1625 году шах Аббас I послал 120-тысячную армию с приказом опустошить Восточную Грузию, переселить её население в пустынные районы Ирана, а Картли и Кахети заселить кызылбашскими мусульманскими племенами. «Наведение порядка» было поручено спасалару Ирана — Корчига-хану, а советчиком хана был назначен Великий Моурави, но шах оставил себе в заложники Паату — сына Саакадзе. Однако сам Моурави преследовал совершенно иные цели: 25 марта он, находясь среди иранского войска, внезапно напал и убил Корчига-хана, а заранее подготовленные им грузинские войска напали извне. В результате блестяще спланированной и проведённой операции персидское войско в течение первой недели потеряло 70 000 человек и 7 своих лучших полководцев. Узнав об этом, шах заперся в одиночестве на 8 дней, и, как пишет Искандер Мунши: «бунты и смуты, которые случились из-за восстания и бунта нечестивого, потерянного Моурав-Грузина, имели огромные последствия, большие страсти и огромный ущерб обрушились на народ и продолжают наносить ущерб…» В отместку за происшедшее Аббас I казнил сына Великого Моурави — Паату.
Царь Арчил в своей поэме «Беседа Теймураза и Руставели» пишет о Моурави:
Чудеса свершил он в битве, приближая день свободы,

Даже рыцари из мифов не сравнятся с ним во славе.

Всё здесь сказанное — правда, ложь нас ввергнет в лоно ада.

В жертву принесли свободе Эристав — жену, Он — сына.

Передайте всем потомкам, чтобы помнили в столетьях:

Всё для веры и отчизны Витязь Грузии отдаст!..
В течение двух месяцев Великий Моурави полностью освободил Картли и Кахети от иранских войск. В Картли сложилась необычная за всю историю царствования Багратидов ситуация: благодарный за спасение от физического уничтожения народ Картли требовал, чтобы Великий Моурави принял корону и воцарился — и «епископы перед алтарём молились о здравии и долголетии Георгия Саакадзе, … но великая победа и имя спасителя народа не превратили Моурави в высокомерного и надменного вельможу».

## Объединение Картлийского и Кахетинского царств
За это время Теймураз I из Имеретии перебрался сначала в Мегрелию к Левану II Дадиани, а оттуда в Турцию, где был принят султаном, который, дал ему во владение земли в Самцхе и дворец в приморском городе Гонио, где и находился Теймураз. Моурави вызывает его и возводит на престол Кахети и Картли. Таким образом произошло объединение Картли и Кахети в одно государство. Однако, Теймураз I был весьма своенравным человеком и это проявилось уже через несколько месяцев. Шах Аббас I послал новое 80-тысячное войско, во главе с Корчибаши Иса-ханом. Моурави разрабатывает план их разгрома, однако военный совет во главе с Теймуразом I не только не принимает план Моурави, но даже не доверяет ему командование битвой, возложив эту обязанность на царя Теимураза I. Грузины потерпели поражение, и Теймураз I, в очередной раз бросив страну на произвол судьбы, бежал в Имеретию. Вновь страна осталась на Великого Моурави — он организовал отряды самообороны, начал партизанскую войну, устроил внезапные нападения на иранские войска и, в течение года, вновь освободил Картли и Кахети.

Памятник Саакадзе в Тбилиси

Главной заслугой Великого Моурави перед Грузией является именно это событие, ибо кызылбаши были вынуждены навсегда отказаться от планов переселения грузин. У них не осталось сил, и восстановить эти силы они не смогли в течение 200 лет.
Моурави призывает в союзники султана Мурада IV, но тот присылает фирман, в котором призывает «Властелина Картли Моурав-хана» не жалеть себя и собственными силами продолжать борьбу с иранцами. В то же время султан писал, что он дал указание Батумскому бегларбегу, царю Имерети и правителям Гурии и Одиши идти со своими войсками на помощь Моурави (войска эти так и не пришли).
И вновь Моурави возвратил Теймураза I на престол Картли и Кахети. Однако последний, сразу после возвращения, наперекор Моурави пошёл на переговоры с шахом. В результате шах признал Теймураза I царём Картли-Кахети, а последний вновь «надел персидский халат». «В результате примирения с Теймуразом шах Аббас фактически противопоставил царя Георгию Саакадзе, а за этим последовал окончательный разрыв между Теймуразом и Саакадзе. В грузинской историографии конфликт между царём и Моурави в основном приписывают интригам грузинских феодалов, которые не могли примириться с первенством Саакадзе. По мнению других историков, в действительности решающая роль принадлежала шаху Аббасу, всегда ловко использовавшему существующие распри между грузинскими владетелями». Отношения между Теймуразом I и Моурави были окончательно разорваны. Царь был вынужден ограничиться правлением Кахети, а в Картли правит Моурави.

## Базалетская битва
Моурави решил пойти на союз с Имерети, предложив Георгию III Имеретинскому благословить на царствование в Картли царевича Александра, который после смерти отца объединил бы два царства: Картли и Имерети. С этой целью он предпринял осенью 1626 года новый вояж в Западную Грузию. Побывал в Имерети, где встретился с царем Георгием, католикосом Западной Грузии (во время этого визита его первенец Автандил был обручен с дочерью Георгию III Имеретинского — позже от этого брака родился Иорам, государственный деятель Грузии). Далее Георгий Саакадзе встретился с правителем Гурии Малакией Гуриели, затем переехал в Мегрелию, где встречался с Леваном II Дадиани. Эти события раскололи и ряды картлийских феодалов. Часть предпочла занять выжидательную позицию, не вмешиваться и примкнуть к победителю. Кайхосро Мухран-Батони, Иесе Эристави Ксанский и ряд других феодалов приняли сторону Моурави, а Иотам Амилахвари и Зураб Эристави приняли сторону Теймураза I.
Поздней осенью 1626 года произошла Базалетская битва между Великим Моурави и Теймуразом I. Битва была тяжёлой: «… и не осталось человека, который не был бы ранен, в том числе сами господа Теймураз, Моурави и Зураб». Моурави мог изменить ход Базалетской битвы, убив Теймураза I, но он был не только великим полководцем, но и рыцарем, и не посмел лишить жизни помазанника Божия: «Напав (на моурави) Эдишер (Вачнадзе) направил ему копьё в грудь, но сломал об латы, а моурави рассёк ему саблей … голову. Затем подскочил моурави к государю Теймуразу и побил его плетью … и отошёл … и ушёл он лета Христова 1626». Более того, когда позднее Моурави встречался с католическими миссионерами в Стамбуле, он с похвалой отзывался о царе Теймуразе I. «И этот факт указывает на величие души Саакадзе. Интересы Родины он всегда ставил выше собственных».

## Эмиграция в Турцию
Моурави со своими сторонниками и близкими, в их числе были его сын Автандил, зятья Кайхосро Мухранбатони и Иесе Эристави-Ксанский, ушёл в Самцхе, и проведя там зиму, весной 1627 года перешёл в Турцию. Прибывшие в Стамбул Моурави и его соратники были с большим почётом приняты султаном Мурадом IV, который пожаловал Великому Моурави Конийский вилайет, один из самых больших в Турции. Столь большое внимание султана, особенно пожалование Конийского вилайета, на который претендовали многие турецкие феодалы, незамедлительно породило зависть придворной аристократии. По словам Мустафы Наима, «они проявили зависть и оскорблённость милостями султана». Взамен султан просил Моурави встать во главе части армии и усмирить наиболее непокорную область Турции — Сохасту (Токату), а затем содействовать усмирению других взбунтовавшихся провинций. Выбора не было, и Моурави усмирил Сохасту. Стамбул ликовал, празднуя победу над доблестными и непокорными сохатийцами. Вновь прогремело имя Моурави на всём Востоке. После усмирения Сохасты Моурави получил приказ идти на помощь Хусрев-паше под Эрзурум. По пути к Эрзуруму он под Каркутом наголову разбил иранцев. Узнав, что Моурави подошёл к Эрзуруму, Абаза-паша вышел и сдался Моурави. Султан даровал Эрзурум Моурави.
Слава Великого Моурави затмила имя Первого Визиря, о нём и не упоминали, а это, по словам Парсадана Горгиджанидзе, вызвало гнев супруги Хусрев-паши, сестры султана. Посыпались письма с упреками в адрес неудачливого супруга. Наконец она напрямую потребовала покончить с Моурави, грозя везирю разводом. Хусрев-паша решился, и 3 октября 1629 года Великий Моурави, его первенец Автандил, родственник Кайхосро Мухранбатони и другие, всего около 50 человек, были предательски убиты. «…Хусрев-паша был вероломным и кровожадным человеком… он… убил героя-старца, у которого были столь большие заслуги…» Но сказано: «убийца человека погибнет от руки человеческой, он сам (Хусрев-паша) разделил его (Моурави) участь и получил подобное же наказание». Хусрев-Паша сам пал жертвой своего злодейства: по приказу султана за это преступление Хусрев-Пашу передали в руки палачу и умертвили мучительной смертью.
«Со смертью Великого Моурави провалилось то великое дело, которому Саакадзе отдал свою огромную энергию и, без которого, было невозможно освобождение и усиление Грузии».

«Так трагически погиб этот величайший человек своего времени. Но прошедшие под его руководством освободительные войны избавили грузинский народ от физического уничтожения в первой четверти XVII века. Беспримерные героические битвы Георгия Саакадзе вынудили кровавого палача грузинского народа шаха Аббаса I отказаться от своего варварского плана — полного истребления населения Восточной Грузии. Саакадзе принёс в жертву этому делу собственную жизнь и жизнь двух своих сыновей… Пусть не умолкнет справедливость и вынесет объективный приговор тем делам, которые не всем известны своим истинным лицом… Пусть в судьбе вашего предка прочитают судьбу Алкивиада, который настолько же велик был своими делами, насколько был несчастен лично, прочитают славное имя полководца из Афин, которое было стеснено на Родине, им же возвеличенной и овеянной славою!»

## В культуре
Саакадзе стал главным героем романа Анны Антоновской «Великий Моурави» и художественного фильма «Георгий Саакадзе» (1942).